# Трудове (Токмацька міська громада)
Трудове́ — село в Україні, у Токмацькій міській громаді Пологівського району Запорізької області. Населення становить 476 осіб. До 2020 орган місцевого самоврядування — Остриківська сільська рада.
Село тимчасово окуповане російськими військами 24 лютого 2022 року в ході російсько-української війни.

## Географія
Село Трудове знаходиться на правому березі річки Токмак в місці впадання в неї річок Бандурка та Кайкулак, нижче за течією на відстані 1 км розташоване село Остриківка.

## Історія
- 1864 — дата заснування як села Кайкулак.
- В 1945 році перейменоване в село Трудове.
- 12 червня 2020 року, відповідно до розпорядження Кабінету Міністрів України № 713-р «Про визначення адміністративних центрів та затвердження територій територіальних громад Запорізької області», увійшло до складу Токмацької міської громади[1].
- 19 липня 2020 року, у результаті адміністративно-територіальної реформи та ліквідації Токмацького району, село увійшло до складу Пологівського району[2].

## Населення

### Мова
Розподіл населення за рідною мовою за даними перепису 2001 року:
| Мова            | Кількість | Відсоток |
| --------------- | --------- | -------- |
| російська       | 519       | 76.32%   |
| українська      | 156       | 22.95%   |
| білоруська      | 2         | 0.29%    |
| румунська       | 2         | 0.29%    |
| інші/не вказали | 1         | 0.15%    |
| Усього          | 680       | 100%     |

## Економіка
- «Токмацький гранітний кар'єр», ТОВ.

## Об'єкти соціальної сфери
- Клуб.

## Відомі люди
- Чечет Григорій Герасимович — авіаконструктор початку XX століття.